# 朝比奈泰長
朝比奈 泰長（あさひな やすなが）は、戦国時代の武将。今川氏の家臣。遠江国宇津山城主。朝比奈泰能は従弟にあたる。

## 略歴
朝比奈時茂（下野守）の次男。永禄年間、浜名湖西岸に位置する遠江宇津山城主として、三河国・遠江国の国境付近を守備し、特に三河国東部八名郡に睨みを効かせていた。
永禄4年（1561年）、松平元康（徳川家康）が今川氏から独立のため、東三河国人領主を調略して蜂起させはじめると、すぐに出陣。三遠国境を越えて同年9月11日（新暦10月6日）に三河八名郡の国人西郷氏の五本松城を急襲し、城主・西郷正勝及び救援に戻った嫡子で月ヶ谷城主の元正を討ち取っている。しかし、翌永禄5年（1562年）2月（旧暦）には正勝の次男・清員率いる徳川軍と、豊川沿岸の八名郡勝山周辺ついで同郡賀茂において再び戦ったが敗れ、清員に西郷氏領を奪還されている。
同年11月晦日に死去、宇津山の正太寺に葬られた。
跡は長男・孫太郎泰充が継いだが、翌永禄6年9月21日（1563年（新暦）10月8日）に弟（泰長の次男）・真次に殺害され、以後、真次が宇津山城主となり紀伊守を称したとされる。真次は徳川氏に恭順した三河宝飯郡伊奈城主本多忠俊の長女を室としていたため徳川家康への内通説がある。このためか泰長の系統は真次の子孫が江戸時代には幕臣として存続している。

## 系譜
- 父：朝比奈時茂
- 母：不詳
- 室：不詳
  - 長男：朝比奈泰充（?-1563）
  - 次男：朝比奈真次